# 木村のぞみ
木村 のぞみ（きむら のぞみ、1987年10月2日 - ）は日本の美術家、工芸家、美術モデル。

## 来歴
大阪府大阪市出身。2003年に大阪府立港南造形高等学校（総合造形科）、2006年に神戸芸術工科大学（先端芸術学部）に入学。卒業後は丹波篠山や神戸のNPO法人C.A.P.を拠点に作家活動を開始。現在は大阪で活動。

## 活動
大学在学時から作品の発表を始める。物事の関係性や立ち位置の逆転などをテーマに制作活動を実施。在学時に様々な素材を扱うことができる環境だったため作品には様々な素材が用いられる。
2010年神戸芸術工科大学学長賞及び学生賞受賞。